# Marcus Godinho
Marcus Godinho (* 28. Juni 1997 in Toronto) ist ein kanadischer Fußballspieler, der bei Korona Kielce unter Vertrag steht. Er wird in der Verteidigung eingesetzt und ist kanadischer Nationalspieler.

## Vereinskarriere
Marcus Godinho wurde im Jahr 1997 in Toronto, der Hauptstadt der kanadischen Provinz Ontario, als Sohn portugiesischer Eltern geboren, die aus Peniche und Terceira stammen. Im Alter von fünf Jahren begann er seine fußballerische Ausbildung bei North York Azzurri.
Als Vierzehnjähriger trat er der Jugendakademie des Toronto FC bei, für die zweite Mannschaft des Vereins war er später in der United Soccer League aktiv. Danach spielte er ein Jahr bei Vaughan Azzurri in der niederklassigen League1 Ontario. Im Juni 2016 wechselte Godinho nach Schottland zu Heart of Midlothian. Nach einem Jahr in der U20-Mannschaft des Vereins wurde er von August 2017 bis Januar 2018 an den schottischen Viertligisten Berwick Rangers verliehen. Am 4. März 2018 gab Godinho sein Profidebüt für die Hearts, als er im Viertelfinale des schottischen Pokals gegen den FC Motherwell in der Startelf stand.
Im Juli 2019 wechselte der Verteidiger in die deutsche 3. Liga zum FSV Zwickau, wo er einen Vertrag bis 2021 unterschrieb. Nach 30 Spielen wechselte er im Sommer 2021 zurück nach Kanada und schloss sich den Vancouver Whitecaps in der Major League Soccer an. Mit dem Verein gewann er im Sommer 2022 die Canadian Championship.
Nach dem Ende der Saison 2022 zum Jahresende wechselte er Anfang 2023 zum polnischen Erstligisten Korona Kielce.

## Nationalmannschaft
Marcus Godinho spielte von 2015 bis 2016 in der kanadischen U18- sowie 2016 auch für die U20-Nationalmannschaft. Im März 2018 debütierte er in einem Freundschaftsspiel gegen Neuseeland in der Kanadischen A-Nationalmannschaft und nahm mit ihr 2019 am CONCACAF Gold Gup teil. Bis Januar 2020 bestritt er insgesamt fünf Länderspiele, wurde seitdem jedoch nicht mehr in den Kader berufen.

## Erfolge
- Canadian Championship: 2022